# クレイグヘッド郡 (アーカンソー州)
クレイグヘッド郡（英: Craighead County）は、アメリカ合衆国アーカンソー州の北東部に位置する郡である。人口は11万1231人（2020年）。郡庁所在地は2つあり、西部はジョーンズボロであり、東部はレイクシティである。クレイグヘッド郡は1859年2月19日に州内58番目の郡として設立され、郡名はアーカンソー州上院議員を務めたトマス・クレイグヘッドに因んで名付けられた。アルコールの販売がほとんど禁止される禁酒郡である。
クレイグヘッド郡はポインセット郡と共にジョーンズボロ都市圏に属している。

## 歴史
クレイグヘッド郡となった地域は1682年4月9日に、ロベール＝カブリエ・ド・ラ・サールがミシシッピ川とその支流の流域全ての領有をフランス領と宣言した地域に含まれていた。ラ・サールはこの領土をフランス王ルイ14世に因んでルイジアナと名付けた。
七年戦争の終戦近い1762年、フランスとスペインの間に結ばれたフォンテーヌブロー条約によって、ミシシッピ川より西の領土はスペインに委譲され、この地域はスペイン領となった。
スペインは1800年までこの地域を領有したが、この年10月1日、ナポレオン・ボナパルトがイルデフォンソ条約によってスペインからこの領土をフランスに戻させた。ナポレオンはルイジアナで壮大なフランス帝国を築き上げる考えだったが、イギリス海軍がフランスの軍隊や開拓者を領内に送る試みを妨げた。
アメリカ合衆国は、ナポレオンがミシシッピ川を閉鎖して、アメリカの貿易に脅威になることを恐れていた。時の大統領トーマス・ジェファーソンはミッシッピ川河口近くの土地を購入することを打診し、それでアメリカ商品の流通を確保しようとした。ナポレオンは自分の計画が結実しそうにないことを理解し、ルイジアナ領土全体を23,213,568ドルで売却することを申し出た。
ルイジアナ買収は1803年に成立し、クレイグヘッド郡となる地域を含む領土はアメリカ合衆国領となった。
ルイジアナが州に昇格を果たした1812年、クレイグヘッド郡となった地域はルイジアナ準州に含まれていた。このとき現在のアーカンソー州を含む領土はミズーリ準州に加えられた。
1813年、この地域はミズーリ準州の政治区分であるアーカンソー地区の小区分、アーカンソー郡の中に含まれた。1815年、アーカンソー郡がさらに分割され、ローレンス郡ができて、郡庁所在地はダビッドソンビルに置かれた。この新郡には現在のアーカンソー州北部の大半が含まれていた。現在のクレイグヘッド郡は一部がアーカンソー郡に、一部がローレンス郡に含まれていた。
ミズーリ準州の住民は間もなくアメリカ合衆国議会に州昇格の請願を始めた。しかし、その請願にはアーカンソー地区が含まれておらず、アーカンソー側の住人は別に準州を設立する請願を行った。1819年、アーカンソー準州が成立した。
アーカンソーが州に昇格した後の1838年、ポインセット郡が設立され、その中には現在のクレイグヘッド郡の大半が含まれた。この状態は1850年代まで継続していたが、住民は郡庁所在地まで遠いことで苦情を言うようになった。
1858年、州上院議員ウィリアム・A・ジョーンズがこの地域に新郡設立を求めることを含む綱領で選挙運度を行った。ジョーンズは当選し、新郡設立を議会に働きかけることになった。
クレイグヘッド郡は、グリーン郡、ミシシッピ郡およびポインセット郡の一部を合わせて設立されることになり、郡内の中央を走るクロウリーズ・リッジに因んで「クロウリー郡」と名付けられることになった。
ミシシッピ郡選出の州上院議員トマス・クレイグヘッドが、ミシシッピ郡から持っていくことになる農地（バッファローアイランド地域と呼ばれた）がミシシッピ郡の大きな固定資産収入源だったので、この法案に反対した。
クレイグヘッド上院議員が議場にいなかったある日、ジョーンズが新郡の名前をクレイグヘッド郡と名付けるよう法案の修正を行った。上院がこれが妥協案だと考え、修正された法案を承認した。クレイグヘッド上院議員が戻ってきた時には既に法案が上院を通過しており、それ以上の対抗措置を取れなかった。
クレイグヘッド郡は1859年2月19日に公式に設立され、郡民はこれを歓迎し、ジョーンズ上院議員に因んで郡庁所在地をジョーンズボロと命名した（クレイグヘッド上院議員が市名を提案したという説もある）。1883年、セントフランシス川を挟んでバッファローアイランド地域の対岸にあるレイクシティが2つ目の郡庁所在地に指定された。

## 地理
アメリカ合衆国国勢調査局に拠れば、郡域全面積は712.98平方マイル (1,846.6 km2)であり、このうち陸地710.84平方マイル (1,841.1 km2)、水域は2.14平方マイル (5.5 km2)で水域率は0.30%である。クロウリーズ・リッジは郡内でも最も目立つ地形になっている。

### 主要高規格道路
| - 州間高速道路555号線（建設中） - アメリカ国道49号線 - アメリカ国道63号線 - アメリカ国道63号線産業道路 - アメリカ国道67号線 - アーカンソー州道1号線 - アーカンソー州道1号線産業道路 | - アーカンソー州道18号線 - アーカンソー州道18号線支線 - アーカンソー州道69号線 - アーカンソー州道91号線 - アーカンソー州道135号線 - アーカンソー州道139号線 - アーカンソー州道141号線 | - アーカンソー州道148号線 - アーカンソー州道158号線 - アーカンソー州道226号線 - アーカンソー州道230号線 - アーカンソー州道349号線 - アーカンソー州道351号線 - アーカンソー州道463号線 |

### 隣接する郡
- グリーン郡 - 北
- ダンクリン郡 (ミズーリ州) - 北東
- ミシシッピ郡 - 東
- ポインセット郡 - 南
- ジャクソン郡 - 西
- ローレンス郡 - 北西

## 人口動態

人口ピラミッド

以下は2000年国勢調査による人口統計データである。
| 基礎データ - 人口: 82,148人 - 世帯数: 32,301 世帯 - 家族数: 22,093 家族 - 人口密度: 45人/km2（116人/mi2） - 住居数: 35,133軒 - 住居密度: 19軒/km2（49軒/mi2） 人種別人口構成 - 白人: 89.27% - アフリカン・アメリカン: 7.78% - ネイティブ・アメリカン: 0.33% - アジア人: 0.60% - 太平洋諸島系: 0.02% - その他の人種: 0.93% - 混血: 1.06% - ヒスパニック・ラテン系: 2.12% 年齢別人口構成 - 18歳未満: 24.1% - 18-24歳: 14.0% - 25-44歳: 28.7% - 45-64歳: 21.4% - 65歳以上: 11.8% - 年齢の中央値: 33歳 - 性比（女性100人あたり男性の人口） - 総人口: 93.8 - 18歳以上: 90.5 | 世帯と家族（対世帯数） - 18歳未満の子供がいる: 32.3% - 結婚・同居している夫婦: 53.3% - 未婚・離婚・死別女性が世帯主: 11.4% - 非家族世帯: 31.6% - 単身世帯: 25.2% - 65歳以上の老人1人暮らし:9.1% - 平均構成人数 - 世帯: 2.46人 - 家族: 2.96人 収入と家計 - 収入の中央値 - 世帯: 32,425米ドル - 家族: 40,688米ドル - 性別 - 男性: 30,366米ドル - 女性: 21,109米ドル - 人口1人あたり収入: 17,091米ドル - 貧困線以下 - 対人口: 15.4% - 対家族数: 11.6% - 18歳未満: 19.4% - 65歳以上: 13.4% |

## 都市と町
| - ジョーンズボロ - 郡庁所在地 - レイクシティ - 郡庁所在地 - ボノ - ベイ - ブラックオーク - ボウマン - ブルックランド - キャラウェイ | - キャッシュ - チルドレス - イージプト - ハーマン - レスター - ランスフォード - モネット - オトウェル |

## 郡区
アーカンソー州の郡はさらに郡区に小区分されている。各郡区には未編入領域と、編入済み自治体がある。現代の郡区にはその維持目的が限られたものになっている。アメリカ合衆国国勢調査局は郡区を元に人口を集計している。また系図調査など歴史的な目的には価値がある。1つ以上の郡区に入っている町や都市は統計調査に基づいて扱われる。クレイグヘッド郡の郡区は下記リストの18区であり、その中に含まれる町や都市を括弧書きしている。
- ビッグクリーク（ボノ）
- ブラックオーク（キャラウェイ）
- ブルックランド（ブルックランド）
- バッファロー（モネット）
- ギルカーソン（ジョーンズボロの一部）
- グリーンフィールド（ジョーンズボロの小部分）
- ハーンドン
- ジョーンズボロ（ジョーンズボロの大半）
- レイクシティ
- レスター
- リトルテキサス（キャッシュの小部分）
- モーメル（ベイ、ジョーンズボロの一部）
- ネトルトン（ジョーンズボロの一部）
- パウェル
- プレーリー
- プロマイズドランド（イージプト）
- テイラー
- テキサス（キャッシュの大半）

## 教育
クレイグヘッド郡には以下の教育学区がある。
- ジョーンズボロ公共教育学区
- ネトルトン公共教育学区
- バレービュー公共教育学区
- ウェストサイド統合教育学区

ジョーンズボロ市にはアーカンソー州立大学のメインキャンパスがある。